# Frank Stanmore
Frank Stanmore, nasceu Francis Henry Pink (Londres, 10 de março de 1877 – Gravesend, Kent, 15 de agosto de 1943) foi um ator britânico. Ele atuou em 76 filmes mudos entre 1914 e 1938.

## Filmografia selecionada
- Love's Boomerang (1922)
- The Spanish Jade (1922)
- Love, Life and Laughter (1923)
- The School for Scandal (1923)
- Lily of the Alley (1924)
- Reveille (1924)
- The Blackguard (1925)
- The Only Way (1927)
- The Hellcat (1928)
- What Next? (1928)
- Houp La! (1928)
- Wait and See (1929)
- Three Men in a Cart (1929)
- Little Miss London (1929)
- Red Pearls (1930)
- You'd Be Surprised! (1930)
- I Live Again (1936)